# Лусто, Михаил Васильевич
Михаи́л Васи́льевич Лусто́ (20 сентября 1921; Могилёв, Гомельская губерния — 16 марта 1979, Москва) — советский военнослужащий, военный лётчик, Герой Советского Союза (1945), полковник (1958).

## Биография
Родился 20 сентября 1921 года в городе Могилёв Гомельской губернии. В 1939 году окончил 10 классов школы, в 1940 году — могилёвский аэроклуб.
В армии с апреля 1940 года. До мая 1941 года обучался в Конотопской военной авиационной школе лётчиков. В июле 1942 года окончил Армавирскую военную авиационную школу лётчиков. В 1942—1943 — лётчик 16-го запасного авиационного полка (город Куйбышев, ныне Самара).
Участник Великой Отечественной войны: в мае 1943 — мае 1945 — лётчик, старший лётчик, командир звена, заместитель командира и командир авиаэскадрильи 27-го (с октября 1943 — 129-го гвардейского) истребительного авиационного полка. Участвовал в Курской битве, Кировоградской, Корсунь-Шевченковской, Уманско-Ботошанской, Львовско-Сандомирской, Сандомирско-Силезской, Нижнесилезской, Верхнесилезской, Берлинской и Пражской операциях. За время войны совершил более 170 боевых вылетов на истребителях Як-1 и Р-39 «Аэрокобра», в 36 воздушных боях сбил лично 18 и в составе группы 1 самолёт противника.
За мужество и героизм, проявленные в боях, указом Президиума Верховного Совета СССР от 27 июня 1945 года командиру эскадрильи 129-го гвардейского истребительного авиационного полка авиационного 22-й гвардейской истребительной авиационной дивизии 6-го гвардейского истребительного авиационного корпуса 2-й Воздушной армии гвардии старшему лейтенанту Лусто Михаилу Васильевичу присвоено звание Героя Советского Союза с вручением ордена Ленина и медали «Золотая Звезда» (№ 7905).
До 1949 года продолжал службу в строевых частях ВВС; командовал авиаэскадрильями истребительных авиаполков (в Центральной группе войск, Австрия). В 1954 году окончил Военно-воздушную академию (Монино). В 1954—1959 — офицер-оператор Управления авиации и ПВО Главного оперативного управления Генштаба ВС СССР. В 1961 году окончил Военную академию Генштаба. Служил старшим офицером и начальником отдела оперативного управления Штаба Дальней авиации. С июня 1974 года полковник М. В. Лусто — в запасе.
Жил в Москве. Умер 16 марта 1979 года. Похоронен на Кунцевском кладбище в Москве.

## Награды
- Герой Советского Союза (27.06.1945);
- орден Ленина (27.06.1945);
- два ордена Красного Знамени (17.07.1944; 5.04.1945);
- два ордена Красной Звезды (6.08.1943; 26.10.1955);
- орден Славы 3-й степени (22.02.1944);
- медаль «За отвагу» (31.05.1943);
- другие медали;
- иностранная медаль.